# عنبرلو
عنبرلو یکی از روستاهای استان آذربایجان شرقی است که در دهستان قشلاق بخش فندقلو شهرستان اهر واقع شده‌است.این روستا ۲۰ نفر جمعیت دارد.